# Stegastes imbricatus
Stegastes imbricatus, thường được gọi là cá thia Cape Verde, là một loài cá biển thuộc chi Stegastes trong họ Cá thia. Loài này được mô tả lần đầu tiên vào năm 1840.

## Phân bố và môi trường sống
S. imbricatus phân bố ở phía đông Đại Tây Dương, được tìm thấy từ Senegal đến Angola. Loài này cũng được ghi nhận tại quần đảo Canaria, Cape Verde và xung quanh các hòn đảo ở vịnh Guinea. S. imbricatus thường sống xung quanh các rạn san hô hoặc những bãi đá ngầm ở độ sâu khoảng 25 m trở lại.

## Mô tả
S. imbricatus trưởng thành dài khoảng 10 cm. S. imbricatus trưởng thành có thân màu nâu xám sẫm với các đốm màu xanh tím trên đầu và xung quanh mắt. Một đốm đen thường xuất hiện ở gốc vây ngực. Các vây đều có màu sẫm. Cá con có màu nâu xám với những chấm màu xanh dương rải rác trên đầu và lưng. Phần lưng có màu sẫm hơn phần bụng. Có một đốm đen lớn viền xanh trên vây lưng và một đốm đen nhỏ hơn ở cuống đuôi. S. imbricatus thường bị nhầm lẫn với loài họ hàng Stegastes leucostictus.
Số ngạnh ở vây lưng: 12; Số vây tia mềm ở vây lưng: 15 - 16; Số ngạnh ở vây hậu môn: 2; Số vây tia mềm ở vây hậu môn: 13 - 14; Số vây tia mềm ở vây ngực: 20 - 22.
Thức ăn của S. imbricatus chủ yếu là rong tảo và các động vật giáp xác. S. imbricatus sinh sản theo cặp, trứng bám dính vào đáy biển và được bảo vệ bởi cá đực. S. imbricatus có tính lãnh thổ.